# Talk to Me (2007)
Talk To Me ist ein US-amerikanisches Filmdrama aus dem Jahr 2007. Regie führte Kasi Lemmons, das Drehbuch schrieben Michael Genet und Rick Famuyiwa.

## Handlung
Der Film zeigt das Leben des afroamerikanischen Radiomoderators Ralph Waldo Greene in den Jahren 1966 bis 1984. Der ehemalige Häftling Greene arbeitet für den Sender WOL-AM in Washington, D.C. Seine Freundin Vernell Watson unterstützt ihn. Nachdem zahlreiche Zuhörer anrufen, gibt ihm der Senderbesitzer E.G. Sonderling bessere Sendezeit. Nach dem Attentat auf Martin Luther King ruft Greene die aufgebrachten Menschen zur Besinnung auf. Später hat er eine eigene Fernsehshow.

## Kritiken
Robert Koehler schrieb in der Zeitschrift Variety vom 25. Juni 2007, die „energiegeladene Filmbiografie“ wechsle zu willkürlich zwischen einer flotten Komödie und dem Übermitteln seriöser Botschaften. Sie sei durch die „mit Begeisterung spielenden“ Don Cheadle und Chiwetel Ejiofor getragen.
Michael Rechtshaffen schrieb in der Zeitschrift The Hollywood Reporter vom 22. Juni 2007, Don Cheadle gebe „eine weitere preiswürdige Darstellung“ und zeige, dass er zu den „wandlungsfähigsten“ Schauspielern gehöre. Weiterhin wurden die Leistungen von Chiwetel Ejiofor, Taraji P. Henson, Martin Sheen, Cedric the Entertainer und Vondie Curtis-Hall gelobt. Das Produktionsdesign und die Kostüme würden für eine realistische Wirkung sorgen.

## Auszeichnungen
Don Cheadle und Taraji P. Henson wurden im Jahr 2007 für den Satellite Award nominiert. Das Ensemble erhielt 2007 den Gotham Award. Don Cheadle und Chiwetel Ejiofor wurden für die Independent Spirit Awards 2008 nominiert. Der Film erhielt zwei Auszeichnungen bei den Image Awards 2008 in den Kategorien Beste Regie und Bestes Drehbuch, sowie Nominierungen in den Kategorien Bester Film, Bester Hauptdarsteller (Don Cheadle), Beste Hauptdarstellerin (Taraji P. Henson) und Bester Nebendarsteller (Chiwetel Ejiofor).

## Hintergründe
Der Film wurde unter anderen in Hamilton (Ontario), in Toronto, in Washington, D.C. und in Utah gedreht. Seine Weltpremiere fand am 12. März 2007 auf dem Festival ShoWest statt; es folgten einige weitere Festivalvorführungen, darunter am 27. Oktober 2007 auf dem Times bfi London Film Festival. Am 13. Juli 2007 kam der Film in die ausgewählten Kinos der USA, in den er ca. 4,47 Millionen US-Dollar einspielte. Der deutsche Kinostart folgt am 7. Februar 2008.